# Allsvenskan i bandy 1997/1998
Allsvenskan i bandy 1997/1998 var Sveriges högsta division i bandy för herrar säsongen 1997/1998. Södergruppsvinnaren Västerås SK lyckades vinna svenska mästerskapet efter seger med 5-4 mot norrgruppsvinnaren Sandvikens AIK i finalmatchen på Studenternas IP i Uppsala den 22 mars 1998.

## Förlopp
- Grundserieindelningen fastställdes i mars 1997.[3]
- Skytteligan vanns av Jonas Claesson, Hammarby IF med 52 fullträffar.[4].

## Seriespelet

### Norrgruppen
Spelades 9 november 1997-6 januari 1998.
| Nr | Lag             | S  | V  | O | F  | +/-   | P  |
| -- | --------------- | -- | -- | - | -- | ----- | -- |
| 1  | Sandvikens AIK  | 14 | 11 | 2 | 1  | 89-41 | 24 |
| 2  | Falu BS         | 14 | 9  | 1 | 4  | 80-54 | 19 |
| 3  | Hammarby IF     | 14 | 8  | 2 | 4  | 74-69 | 18 |
| 4  | Edsbyns IF      | 14 | 8  | 0 | 6  | 71-67 | 16 |
| 5  | Bollnäs GoIF    | 14 | 5  | 3 | 6  | 67-85 | 13 |
| 6  | Ljusdals BK     | 14 | 3  | 2 | 9  | 52-64 | 8  |
| 7  | Karlsborg BK    | 14 | 3  | 2 | 9  | 46-76 | 8  |
| 8  | Kalix Nyborg BK | 14 | 2  | 2 | 10 | 48-71 | 6  |

### Södergruppen
Spelades 9 november 1997-6 januari 1998.
| Nr | Lag                | S  | V  | O | F  | +/-   | P  |
| -- | ------------------ | -- | -- | - | -- | ----- | -- |
| 1  | Västerås SK        | 14 | 10 | 2 | 2  | 97-38 | 22 |
| 2  | IFK Vänersborg     | 14 | 9  | 1 | 4  | 73-47 | 19 |
| 3  | Villa Lidköping BK | 14 | 8  | 3 | 3  | 59-42 | 19 |
| 4  | IFK Motala         | 14 | 8  | 2 | 4  | 75-49 | 18 |
| 5  | Vetlanda BK        | 14 | 5  | 3 | 6  | 54-57 | 13 |
| 6  | IF Boltic          | 14 | 3  | 3 | 8  | 35-69 | 9  |
| 7  | IFK Kungälv        | 14 | 4  | 0 | 10 | 44-68 | 8  |
| 8  | Nässjö IF          | 14 | 2  | 0 | 12 | 23-90 | 4  |

### Elitserien
Spelades 14 januari-22 februari 1998.
| Nr | Lag                | S  | V | O | F | +/-   | P  |
| -- | ------------------ | -- | - | - | - | ----- | -- |
| 1  | Västerås SK        | 11 | 9 | 0 | 2 | 70-41 | 18 |
| 2  | Sandvikens AIK     | 11 | 6 | 1 | 4 | 45-40 | 13 |
| 3  | Edsbyns IF         | 11 | 4 | 4 | 3 | 47-48 | 12 |
| 4  | Hammarby IF        | 11 | 5 | 1 | 5 | 39-41 | 11 |
| 5  | Falu BS            | 11 | 4 | 1 | 6 | 53-58 | 9  |
| 6  | IFK Vänersborg     | 11 | 4 | 1 | 6 | 45-53 | 9  |
| 7  | IFK Motala         | 11 | 4 | 1 | 6 | 37-45 | 9  |
| 8  | Villa Lidköping BK | 11 | 3 | 1 | 7 | 36-46 | 7  |

### Allsvenska fortsättningsserien
Spelades 14 januari-22 februari 1998.
| Nr | Lag             | S  | V | O | F  | +/-   | P  |
| -- | --------------- | -- | - | - | -- | ----- | -- |
| 1  | Ljusdals BK     | 11 | 9 | 0 | 2  | 52-31 | 20 |
| 2  | Karlsborg BK    | 11 | 7 | 1 | 3  | 53-35 | 16 |
| 3  | Bollnäs GoIF    | 11 | 5 | 2 | 4  | 61-53 | 15 |
| 4  | IF Boltic       | 11 | 5 | 2 | 4  | 41-37 | 14 |
| 5  | Kalix Nyborg BK | 11 | 6 | 1 | 4  | 52-50 | 13 |
| 6  | Vetlanda BK     | 11 | 3 | 2 | 6  | 43-40 | 11 |
| 7  | IFK Kungälv     | 11 | 3 | 2 | 6  | 46-54 | 9  |
| 8  | Nässjö IF       | 11 | 1 | 0 | 10 | 26-74 | 2  |

## Seriematcherna

### Södergruppen
| - 9 november 1997 IF Boltic-IFK Motala 2-2 (0-0) - 9 november 1997 IFK Kungälv-Villa Lidköping BK 6-4 (3-3) - 9 november 1997 Vetlanda BK-Västerås SK 4-9 (1-5) - 9 november 1997 IFK Vänersborg-Nässjö IF 5-1 (1-1) - 12 november 1997 Motala-Vetlanda 3-3 (1-1) - 12 november 1997 Nässjö-Boltic 3-2 (2-1) - 12 november 1997 Villa Lidköping-Vänersborg 2-2 (2-1) - 12 november 1997 Västerås-Kungälv 7-1 (4-1) - 16 november 1997 Boltic-Villa Lidköping 3-5 (0-3) - 16 november 1997 Motala-Nässjö 8-0 (4-0) - 16 november 1997 Vetlanda-Kungälv 1-5 (0-4) - 16 november 1997 Vänersborg-Västerås 3-2 (2-1) - 19 november 1997 Kungälv-Vänersborg 3-7 (3-4) - 19 november 1997 Nässjö-Vetlanda 1-4 (0-2) - 19 november 1997 Villa Lidköping-Motala 5-3 (2-0) - 19 november 1997 Västerås-Boltic 10-1 (6-1) - 23 november 1997 Boltic-Kungälv 1-5 (1-0) - 23 november 1997 Motala-Västerås 5-1 (0-0) - 23 november 1997 Nässjö-Villa Lidköping 3-5 (0-2) - 23 november 1997 Vänersborg-Vetlanda 6-3 (3-2) - 26 november 1997 Kungälv-Motala 2-8 (1-3) - 26 november 1997 Vetlanda-Villa Lidköping 3-3 (2-2) - 26 november 1997 Vänersborg-Boltic 11-0 (4-0) - 26 november 1997 Västerås-Nässjö 12-2 (4-1) - 3 december 1997 Boltic-Vetlanda 1-4 (0-3) - 3 december 1997 Motala-Vänersborg 8-2 (2-1) - 3 december 1997 Nässjö-Kungälv 4-2 (3-1) - 3 december 1997 Villa Lidköping-Västerås 3-5 (1-4) | - 10 december 1997 Kungälv-Nässjö 6-1 (2-1) - 10 december 1997 Vetlanda-Boltic 6-6 (3-3) - 10 december 1997 Vänersborg-Motala 10-4 (5-2) - 10 december 1997 Västerås-Villa Lidköping 5-5 (3-4) - 12 december 1997 Boltic-Vänersborg 5-3 (2-0) - 12 december 1997 Motala-Kungälv 10-3 (5-2) - 12 december 1997 Nässjö-Västerås 2-11 (1-4) - 12 december 1997 Villa Lidköping-Vetlanda 5-3 (4-2) - 17 december 1997 Kungälv-Boltic 2-3 (2-0) - 17 december 1997 Vetlanda-Vänersborg 3-2 (1-1) - 17 december 1997 Villa Lidköping-Nässjö 5-0 (0-0) - 17 december 1997 Västerås-Motala 9-2 (1-0) - 26 december 1997 Boltic-Västerås 2-2 (1-2) - 26 december 1997 Motala-Villa Lidköping 2-4 (1-2) - 26 december 1997 Vetlanda-Nässjö 5-1 (2-0) - 26 december 1997 Vänersborg-Kungälv 5-3 (3-2) - 28 december 1997 Kungälv-Vetlanda 2-8 (1-2) - 28 december 1997 Nässjö-Motala 3-8 (1-3) - 28 december 1997 Villa Lidköping-Boltic 7-1 (4-1) - 28 december 1997 Västerås-Vänersborg 10-2 (4-1) - 2 januari 1998 Boltic-Nässjö 7-2 (1-1) - 2 januari 1998 Kungälv-Västerås 3-6 (1-3) - 2 januari 1998 Vetlanda-Motala 4-5 (2-2) - 2 januari 1998 Vänersborg-Villa Lidköping 5-3 (2-2) - 6 januari 1998 Motala-Boltic 7-1 (3-1) - 6 januari 1998 Nässjö-Vänersborg 0-10 (0-3) - 6 januari 1998 Villa Lidköping-Kungälv 3-1 (1-1, 1-0, 1-0) - 6 januari 1998 Västerås-Vetlanda 8-3 (5-2) |

### Norrgruppen
| - 9 november 1997 Edsbyns IF-Sandvikens AIK 2-6 (1-2) - 9 november 1997 Falu BS-Kalix Nyborg BK 9-2 (4-1) - 9 november 1997 Hammarby IF-Bollnäs GIF 7-6 (3-4) - 9 november 1997 Karlsborgs BK-Ljusdals BK 3-5 (1-3) - 12 november 1997 Bollnäs-Falun 7-4 (2-2) - 12 november 1997 Ljusdal-Edsbyn 2-3 (1-1) - 12 november 1997 Kalix Nyborg-Hammarby 3-3 (2-3) - 14 november 1997 Sandviken-Karlsborg 11-2 (6-1) - 16 november 1997 Edsbyn-Karlsborg 10-5 (7-3) - 16 november 1997 Falun-Sandviken 4-6 (3-2) - 16 november 1997 Hammarby-Ljusdal 5-3 (3-1) - 16 november 1997 Kalix Nyborg-Bollnäs 2-2 (1-1) - 19 november 1997 Bollnäs-Edsbyn 3-7 (1-4) - 19 november 1997 Sandviken-Hammarby 8-1 (4-1) - 21 november 1997 Ljusdal-Kalix Nyborg 2-4 (1-2) - 23 november 1997 Edsbyn-Kalix Nyborg 6-3 (2-1) - 23 november 1997 Falun-Hammarby 6-4 (3-2) - 23 november 1997 Karlsborg-Bollnäs 3-3 (2-1) - 26 november 1997 Bollnäs-Sandviken 4-4 (1-0) - 26 november 1997 Hammarby-Edsbyn 3-6 (2-3) - 26 november 1997 Ljusdal-Falun 4-4 (3-2) - 28 november 1997 Kalix Nyborg-Karlsborg 2-3 (0-3) - 28 november 1997 Sandviken-Ljusdal 1-6 (0-1) - 30 november 1997 Karlsborg-Falun 3-4 (0-1) - 3 december 1997 Bollnäs-Ljusdal 3-1 (0-0) - 3 december 1997 Falun-Edsbyn 7-3 (5-0) - 3 december 1997 Karlsborg-Hammarby 3-5 (1-1) - 3 december 1997 Sandviken-Kalix Nyborg 5-3 (5-1) | - 10 december 1997 Edsbyn-Falun 2-8 (2-5) - 10 december 1997 Hammarby-Karlsborg 5-4 (1-2) - 10 december 1997 Kalix Nyborg-Sandviken 5-7 (2-1) - 10 december 1997 Ljusdal-Bollnäs 10-7 (4-3) - 12 december 1997 Edsbyn-Hammarby 5-6 (3-4) - 12 december 1997 Falun-Karlsborg 7-3 (5-0) - 12 december 1997 Kalix Nyborg-Ljusdal 5-3 (0-1) - 12 december 1997 Sandviken-Bollnäs 11-1 (3-0) - 17 december 1997 Bollnäs-Kalix Nyborg 8-6 (4-3) - 17 december 1997 Hammarby-Falun 8-2 (5-1) - 17 december 1997 Karlsborg-Edsbyn 1-9 (0-3) - 17 december 1997 Ljusdal-Sandviken 4-5 (2-3) - 26 december 1997 Edsbyn-Bollnäs 3-4 (2-2) - 26 december 1997 Falun-Ljusdal 6-2 (3-0) - 26 december 1997 Hammarby-Sandviken 3-3 (2-1) - 26 december 1997 Karlsborg-Kalix Nyborg 4-3 (0-1) - 28 december 1997 Bollnäs-Karlsborg 2-5 (2-1) - 28 december 1997 Kalix Nyborg-Edsbyn 3-4 (2-1) - 28 december 1997 Ljusdal-Hammarby 4-5 (3-2) - 28 december 1997 Sandviken-Falun 2-1 (2-0) - 2 januari 1998 Edsbyn-Ljusdal 9-2 (3-1) - 2 januari 1998 Falun-Bollnäs 13-5 (5-1) - 2 januari 1998 Hammarby-Kalix Nyborg 10-4 (2-2) - 2 januari 1998 Karlsborg-Sandviken 3-6 (1-2) - 6 januari 1998 Bollnäs-Hammarby 12-9 (3-2) - 6 januari 1998 Kalix Nyborg-Falun 3-5 (1-1) - 6 januari 1998 Ljusdal-Karlsborg 4-4 (2-2) - 6 januari 1998 Sandviken-Edsbyn 14-2 (5-2) |

### Elitserien
| - 14 januari 1998 Edsbyns IF-IFK Motala 4-2 (2-0) - 14 januari 1998 Sandvikens AIK-Villa Lidköping BK 2-4 (1-2) - 14 januari 1998 IFK Vänersborg-Falu BS 6-3 (3-1) - 14 januari 1998 Västerås SK-Hammarby IF 8-3 (4-1) - 18 januari 1998 Motala-Sandviken 2-7 (0-3) - 18 januari 1998 Falun-Västerås 5-10 (3-3) - 18 januari 1998 Hammarby-Vänersborg 4-1 (1-1) - 18 januari 1998 Villa Lidköping-Edsbyn 3-3 (1-2) - 21 januari 1998 Falun-Motala 9-4 (3-0) - 21 januari 1998 Västerås-Sandviken 6-1 (2-1) - 23 januari 1998 Hammarby-Villa Lidköping 2-1 (0-1) - 23 januari 1998 Vänersborg-Edsbyn 4-5 (1-1) - 25 januari 1998 Motala-Hammarby 3-3 (1-2) - 25 januari 1998 Sandviken-Vänersborg 5-2 (4-1) - 25 januari 1998 Edsbyn-Västerås 8-9 (2-4) - 25 januari 1998 Villa Lidköping-Falun 2-6 (1-2) - 6 februari 1998 Falun-Hammarby 5-2 (2-0) - 6 februari 1998 Vänersborg-Motala 3-7 (3-2) - 6 februari 1998 Västerås-Villa Lidköping 7-2 (1-0) - 6 februari 1998 Sandviken-Edsbyn 4-4 (2-3) - 8 februari 1998 Falun-Sandviken 3-4 (2-1) - 8 februari 1998 Hammarby-Edsbyn 8-3 (2-2) - 8 februari 1998 Villa Lidköping-Vänersborg 10-1 (6-0) - 8 februari 1998 Västerås-Motala 4-1 (3-0) | - 11 februari 1998 Motala-Villa Lidköping 7-2 (6-0) - 11 februari 1998 Sandviken-Hammarby 6-3 (2-1) - 11 februari 1998 Edsbyn-Falun 6-6 (3-3) - 11 februari 1998 Vänersborg-Västerås 8-3 (3-1) - 13 februari 1998 Villa Lidköping-Sandviken 3-5 (1-2) - 13 februari 1998 Falun-Vänersborg 4-6 (2-4) - 13 februari 1998 Hammarby-Västerås 4-6 (3-2) - 13 februari 1998 Motala-Edsbyn 5-3 (4-1) - 15 februari 1998 Sandviken-Motala 4-1 (1-1) - 15 februari 1998 Vänersborg-Hammarby 3-4 (1-2) - 15 februari 1998 Västerås-Falun 12-4 (4-1) - 15 februari 1998 Edsbyn-Villa Lidköping 5-3 (4-1) - 18 februari 1998 Motala-Falun 4-3 (1-1) - 18 februari 1998 Sandviken-Västerås 3-5 (3-2) - 18 februari 1998 Edsbyn-Vänersborg 4-4 (4-3) - 18 februari 1998 Villa Lidköping-Hammarby 4-3 (1-0) - 22 februari 1998 Falun-Villa Lidköping 5-2 (2-1) - 22 februari 1998 Hammarby-Motala 3-1 (1-0) - 22 februari 1998 Vänersborg-Sandviken 7-4 (2-3) - 22 februari 1998 Västerås-Edsbyn 0-2 (0-1) |

### Allsvenska fortsättningsserien
| - 14 januari 1998 IFK Kungälv-Bollnäs GIF 9-7 (4-5) - 14 januari 1998 Ljusdals BK-Nässjö IF 9-1 (4-1) - 14 januari 1998 Vetlanda BK-Kalix Nyborg BK 7-3 (6-1) - 16 januari 1998 Karlsborgs BK-IF Boltic 2-4 (0-1) - 17 januari 1998 Bollnäs-Vetlanda 5-4 (3-1) - 18 januari 1998 Kalix Nyborg-Boltic 4-4 (2-3) - 18 januari 1998 Kungälv-Ljusdal 3-5 (2-3) - 18 januari 1998 Nässjö-Karlsborg 0-4 (0-1) - 20 januari 1998 Vetlanda-Karlsborg 3-4 (3-0) - 21 januari 1998 Bollnäs-Nässjö 7-1 (6-0) - 21 januari 1998 Boltic-Ljusdal 1-4 (0-2) - 23 januari 1998 Kalix Nyborg-Kungälv 5-3 (2-1) - 25 januari 1998 Boltic-Bollnäs 5-5 (2-1) - 25 januari 1998 Karlsborg-Kungälv 9-1 (4-1) - 25 januari 1998 Ljusdal-Vetlanda 3-1 (1-0) - 25 januari 1998 Nässjö-Kalix Nyborg 4-9 (3-1) - 4 februari 1998 Kungälv-Boltic 3-4 (1-2) - 6 februari 1998 Ljusdal-Karlsborg 7-3 (4-1) - 6 februari 1998 Vetlanda-Nässjö 6-3 (2-2) - 6 februari 1998 Bollnäs-Kalix Nyborg 5-10 (0-3) - 8 februari 1998 Bollnäs-Karlsborg 5-2 (4-2) - 8 februari 1998 Boltic-Vetlanda 5-2 (2-1) - 8 februari 1998 Kalix Nyborg-Ljusdal 4-2 (2-0) - 8 februari 1998 Nässjö-Kungälv 2-6 (1-3) | - 11 februari 1998 Boltic-Nässjö 6-1 (5-1) - 11 februari 1998 Karlsborg-Kalix Nyborg 6-4 (5-2) - 11 februari 1998 Ljusdal-Bollnäs 5-4 (4-1) - 11 februari 1998 Vetlanda-Kungälv 3-3 (2-1) - 13 februari 1998 Kalix Nyborg-Vetlanda 3-2 (2-2) - 13 februari 1998 Kungälv-Karlsborg 3-3 (1-1) - 13 februari 1998 Ljusdal-Boltic 5-2 (1-0) - 13 februari 1998 Nässjö-Bollnäs 3-6 (2-4) - 15 februari 1998 Bollnäs-Kungälv 9-3 (0-2) - 15 februari 1998 Boltic-Kalix Nyborg 4-5 (2-2) - 15 februari 1998 Karlsborg-Vetlanda 5-4 (3-1) - 15 februari 1998 Nässjö-Ljusdal 3-7 (1-5) - 17 februari 1998 Kungälv-Kalix Nyborg 9-3 (5-2) - 20 februari 1998 Bollnäs-Boltic 3-6 (1-1) - 20 februari 1998 Karlsborg-Nässjö 12-4 (4-2) - 20 februari 1998 Vetlanda-Ljusdal 6-1 (1-0) - 22 februari 1998 Boltic-Karlsborg 0-3 (0-2) - 22 februari 1998 Kalix Nyborg-Nässjö 2-4 (0-3) - 22 februari 1998 Ljusdal-Kungälv 4-3 (0-2) - 22 februari 1998 Vetlanda-Bollnäs 5-5 (1-1) |

## Slutspel om svenska mästerskapet 1998

### Åttondelsfinaler (UEFA:s cupmodell)
- 24 februari 1998: Karlsborg BK-IFK Motala 5-3
- 24 februari 1998: Ljusdals BK-Villa Lidköping BK 2-3
- 26 februari 1998: IFK Motala-Karlsborg BK 6-1 (IFK Motala vidare)
- 26 februari 1998: Villa Lidköping BK-Ljusdals BK 7-3 (Villa Lidköping BK vidare)

### Kvartsfinaler (bäst av fem matcher)
- 1 mars 1998: Västerås SK-IFK Motala 7-4
- 1 mars 1998: Edsbyns IF-IFK Vänersborg 7-3
- 1 mars 1998: Sandvikens AIK-Villa Lidköping BK 5-4 sudden death
- 1 mars 1998: Hammarby IF-Falu BS 2-3
- 4 mars 1998: IFK Motala-Västerås SK 5-1
- 4 mars 1998: IFK Vänersborg-Edsbyns IF 8-5
- 4 mars 1998: Villa Lidköping BK-Sandvikens AIK 5-2
- 4 mars 1998: Falu BS-Hammarby IF 7-3
- 6 mars 1998: Västerås SK-IFK Motala 6-2
- 6 mars 1998: Edsbyns IF-IFK Vänersborg 11-6
- 6 mars 1998: Sandvikens AIK-Villa Lidköping BK 6-1
- 6 mars 1998: Hammarby IF-Falu BS 4-3 sudden death
- 8 mars 1998: IFK Motala-Västerås SK 2-9 (Västerås SK vidare med 3-1 i matcher)
- 8 mars 1998: IFK Vänersborg-Edsbyns IF 4-6 (Edsbyns IF vidare med 3-1 i matcher)
- 8 mars 1998: Villa Lidköping BK-Sandvikens AIK 5-2
- 8 mars 1998: Falu BS-Hammarby IF 3-4 sudden death
- 10 mars 1998: Sandvikens AIK-Villa Lidköping BK 10-0 (Sandvikens AIK vidare med 3-2 i matcher)
- 10 mars 1998: Hammarby IF-Falu BS 2-5 (Falu BS vidare med 3-2 i matcher)

### Semifinaler (bäst av tre matcher)
- 13 mars 1998: Västerås SK-Edsbyns IF 8-3
- 13 mars 1998: Sandvikens AIK-Falu BS 9-1
- 15 mars 1998: Edsbyns IF-Västerås SK 5-10 (Västerås SK vidare med 2-0 i matcher)
- 15 mars 1998: Falu BS-Sandvikens AIK 1-2 (Sandvikens AIK vidare med 2-0 i matcher)

### Final
- 22 mars 1998: Västerås SK-Sandvikens AIK 6-4 (Studenternas IP, Uppsala)